# Хьюм, Томас Эрнест
Томас Эрнест Хьюм (англ. Thomas Ernest Hulme, 16 сентября 1883, Эндон, Стаффордшир — 28 сентября 1917, Западная Фландрия) — английский поэт, теоретик искусства и литературный критик. Один из создателей имажизма.

## Биография
Родился в семье фабриканта. Учился в кембриджском колледже Святого Иоанна, но в 1904 году был исключён за нарушения режима. После этого изучал биологию и физику в Университетском колледже Лондона, путешествовал по Канаде и Европе. В 1907 году познакомился с Анри Бергсоном и одним из первых начал пропагандировать его философию в Великобритании (в частности, в 1909 году опубликовал резонансную статью о Бергсоне, а позднее прочёл о нём курс лекций). На формирование эстетических идей Хьюма оказали влияние и сочинения других французских авторов, писавших о литературе и искусстве, — в частности, Гюстава Кана, Теодюля Рибо, Жана Мари Гюйо, Жюля де Готье, — однако Хьюм с самого начала преломил их идеи оригинальным образом, фокусируя внимание на зрительном представлении, порождаемом словесным искусством.
В 1908 году выступил одним из основателем и фактическим руководителем «Клуба поэтов» (существовал примерно до 1910 года), ставшего площадкой для философских и литературных дискуссий. В выпущенных «Клубом» антологиях были опубликованы стихотворения Хьюма, считающиеся первыми произведениями в имажистском стиле. Был лидером и основным теоретиком имажизма на первом его этапе (при этом самого понятия «имажизм» ещё не существовало, оно было введено позднее Эзрой Паундом). Кроме того, с 1909 года регулярно помещал статьи в журнале «Новая эра» («The New Age»), там же в 1912 году напечатал пять стихотворений как «Полное собрание поэтических сочинений Т. Э. Хьюма».
После начала Первой мировой войны ушел на фронт. В 1917 году погиб в Западной Фландрии.
В 1924 году стараниями поэта и критика Герберта Рида наследие Хьюма было издано под названием «Размышления» («Speculations»). В следующем году «Заметки о языке и стиле» («Notes on language and style») Хьюма были опубликованы в журнале The Criterion, издаваемом Т. С. Элиотом. В 1929 году «Заметки о языке и стиле» вышли в США отдельной книгой.

## Творчество
Хьюм — автор сравнительно небольшого числа стихотворений. По оценке переводчика Анатолия Кудрявицкий, «стихи его остроумны и лаконичны, почти лишены эмоций, но замечательны филигранной отделкой — аллитерациями с неожиданными рифмами, свободной формой, а главное — оригинальными образами».
Как философ и теоретик искусства Хьюм придерживался антигумастических и антиромантических взглядов. «Романтизм для Хьюма — главный источник общественных бед, идеология индивидуализма, ведущая к разгулу страстей, к революциям. Особенность Хьюма, в сравнении с другими неоклассицистами <…> в том, что свою философию он строил на догме первородного греха — человек изначально грешен („злоязычник“ вортицист Уиндем Льюис дал Хьюму прозвище „первородный грех“). Таким образом, искусство, основанное на признании человека существом ограниченным, дисциплинируемым лишь порядком и традицией, утверждающее абсолютные ценности божественного происхождения, согласно Хьюму, — это неоклассицизм». Идеи Хьюма оказали значительное влияние на поэтов-реформаторов 1920-х годов, прежде всего Т. С. Элиота и Эзру Паунда.